# Botumirim
Botumirim é um município brasileiro do estado de Minas Gerais. Sua população recenseada em 2022 era de 5 790 habitantes. O município possui uma área de 1 572 km².

## Histórico
O município de Botumirim localiza-se no Alto do Jequitinhonha na continuação da Serra do Espinhaço, especificamente na Serra do Cantagalo. Vizinho do Parque Nacional das Sempre Vivas, o município é banhado por vários ribeirões e tem o rio Itacambiruçu como principal fonte alimentadora de água e que também nutre a recente Usina Hidrelétrica de Irapé, inaugurada no ano de 2006.
 O vilarejo, chamado inicialmente por “Serrinha”, foi descoberto por bandeirantes forasteiros em busca de diamantes na região durante o século XVI. E no ano de 1839 o vilarejo da Serra de Santo Antônio do Itacambiruçu de Grão Mogol, que mais tarde seria chamado de Grão Mogol, tornou-se um polo mundial de exploração de diamantes. Esta atividade econômica na região promoveu o crescimento de vários vilarejos próximos como Cristália, Itacambira e Botumirim. Com isso, o vilarejo começou a crescer e teve status de distrito de Grão Mogol do ano de 1943 até o ano de 1963, quando conseguiu sua emancipação e adquiriu o nome de Botumirim, que na língua indígena tem significado "Serra Pequena", mantendo uma ligação com o nome de origem.
A formação administrativa se deu no ano de 1943 em que o vilarejo tornou-se distrito de Grão Mogol pelo decreto-lei estadual nº 1058, de 31 de dezembro de 1943, junto com os distritos de Cristália e Itacambira, ambos também subordinados à Grão-Mogol. Posteriormente, esta divisão territorial se deu até o ano de 1963, em que a lei estadual nº 2764, de 30 de dezembro de 1962 desmembrava o município de Grão Mogol e no dia 1 de março de 1963 decreta-se Botumirim como sede do seu município.  Já no dia 8 de outubro de 1982, a lei estadual nº 8285, criou os distritos de Adão Colares e Santa Cruz do Botumirim, ambos anexados ao município de Botumirim. Por fim, até os dias de hoje o município possui seus três distritos inalterados, Botumirim, Adão Colares e Santa Cruz do Botumirim, de acordo com a última divisão territorial datada em 2007.
Nos dias de hoje a cidade possui uma economia em torno da atividade da silvicultura e possui belezas naturais ainda pouco tocadas. O clima tropical de altitude, as belas serras do entorno da cidade, o acolhimento de seus habitantes e as as festas típicas da cidade vêm atraindo turistas nos últimos anos. A ligação asfáltica, a exploração de silvicultura e construção da Usina de Irapé permitiu um certo desenvolvimento à cidade que possibilitou a fixação de seus habitantes e em alguns casos promoveu o retorno daqueles que migraram para os grandes centros urbanos. No dia primeiro de março do ano de 2013 a cidade comemorou 50 anos de existência e várias festividades aconteceram na cidade.
O município se destaca atualmente pelo fato de possuir a única população documentada de rolinhas do planalto - columbina cyanopis, espécie que se acreditava, até o ano de 2015, estar provavelmente extinta.